# Zmarli w kwietniu 2023

## Kwiecień 2023
- 30 kwietnia
  - Andrzej Bilik – polski dziennikarz i publicysta, a także dyplomata[1]
  - Ralph Boston – amerykański lekkoatleta, skoczek w dal, mistrz olimpijski (1960)[2]
  - Broderick Smith – szkocko-australijski muzyk[3]
  - Thomas Stacy – amerykański oboista, wirtuoz rożka angielskiego[4]
  - Mihails Vasiļonoks – łotewski hokeista i trener[5]
  - Wiaczesław Zajcew – rosyjski projektant mody[6]
- 29 kwietnia
  - Jurij Koroliow – rosyjski gimnastyk, dziewięciokrotny mistrz świata i pięciokrotny Europy[7]
  - Abu al-Husajn al-Husajni al-Kuraszi – bliskowschodni terrorysta, kalif Państwa Islamskiego (2022–2023)[8]
  - Stanisław Laskus – polski działacz partyjny i samorządowy, funkcjonariusz MO i Policji w stopniu inspektora, prezydent Słupska (1975–1979)[9]
  - Nicolae Neagoe – rumuński bobsleista[10]
  - Jurij Petrow – rosyjski piłkarz[11]
  - Don Sebesky – amerykański dyrygent i kompozytor[12]
  - Monina Solá – dominikańska aktorka[13]
  - István Vágó – węgierski prezenter telewizyjny[14]
- 28 kwietnia
  - James Alexander – południowoafrykański aktor i producent filmowy[15]
  - Per-Arne Arvidsson – szwedzki politk i lekarz, poseł do Parlamentu Europejskiego V kadencji (1999–2004)[16]
  - Hasan Džafić – bośniacki pisarz i dramaturg[17]
  - Jim Fox – brytyjski pięcioboista nowoczesny, mistrz olimpijski (1976)[18]
  - Ranajit Guha – indyjski historyk[19]
  - Harold Kushner – amerykański rabin, filozof[20]
  - Peter Lilienthal – niemiecki reżyser, scenarzysta i producent filmowy[21]
  - Stanisław Milczarek – polski samorządowiec i nauczyciel, radny sejmiku kujawsko-pomorskiego (1999–2002)[22]
  - Sergio Ottolina – włoski lekkoatleta, sprinter[23]
  - Ivan Vyskočil – czeski reżyser, aktor, pedagog, dramaturg i prozaik[24]
- 27 kwietnia
  - Jean-Paul Costa – francuski prawnik, przewodniczący Europejskiego Trybunału Praw Człowieka (ETPC) (2007–2011)[25]
  - Dick Groat – amerykański baseballista, koszykarz[26]
  - Giovanni Lombardo Radice – włoski aktor[27]
  - Ramiro Oliveros – hiszpański aktor[28]
  - Jerry Springer – amerykański dziennikarz i polityk[29]
  - Wiktor Wysoczański – polski teolog i duchowny starokatolicki, zwierzchnik Kościoła Polskokatolickiego w RP (1995–2023), biskup warszawski (1996–2023)[30]
  - Barbara Young – brytyjska aktorka[31]
- 26 kwietnia
  - Jerry Apodaca – amerykański polityk, gubernator Nowego Meksyku (1975–1979)[32]
  - Barbara Ciruk – polska dziennikarka, polityk, posłanka na Sejm IV kadencji (2001–2005)[33]
  - Isidore Fernandes – indyjski duchowny rzymskokatolicki, biskup Allahabad (1988–2013)[34]
  - Martin Lönnebo – szwedzki duchowny luterański, biskup Linköping (1980–1994)[35]
  - Mamukkoya – indyjski aktor[36]
  - Abbas Ali Sulejmani – irański ajatollah, członek Zgromadzenia Ekspertów[37]
- 25 kwietnia
  - Harry Belafonte – amerykański piosenkarz, aktor[38]
  - Billy Emerson – amerykański piosenkarz R&B[39]
  - Hanna Johansen – szwajcarska pisarka[40]
  - Wira Krepkina – ukraińska lekkoatletka, sprinterka, skoczkini w dal, mistrzyni olimpijska (1960)[41]
  - François Léotard – francuski prawnik, samorządowiec, polityk, minister kultury (1986–1988), minister obrony (1993–1995)[42]
  - Alapati Lui Mataeliga – samoański duchowny rzymskokatolicki, arcybiskup metropolita Samoa-Apia (2003–2023), superior misji „sui iuris” Tokelau (2018–2023)[43]
  - Marian Pieścikowski – polski działacz państwowy i menedżer, wicewojewoda pilski (1982–1984)[44]
  - Józef Raca – polski przedsiębiorca i działacz emigracyjny, członek V Rady Narodowej Rzeczypospolitej Polskiej (1973–1978)[45]
  - Manfred Weiss – niemiecki kompozytor[46]
- 24 kwietnia
  - Tomas Alibegow – rosyjski bankier pochodzenia gruzińskiego[47]
  - Tarek Fatah – kanadyjsko-pakistański dziennikarz i pisarz[48]
  - Senahid Halilović – bośniacki językoznawca[49]
  - Alejandro Hamed – urugwajski polityk i dyplomata, minister spraw zagranicznych (2008-2009)[50]
  - Lilian Day Jackson – amerykańska piosenkarka[51]
  - Gilbert Ignatius Sheldon – amerykański duchowny rzymskokatolicki, biskup pomocniczy Cleveland (1976–1992), biskup Steubenville (1992–2002)[52]
- 23 kwietnia
  - Anatolij Akientiew – rosyjski biegacz narciarski i działacz sportowy, prezes Rosyjskiego Związku Narciarskiego[53]
  - Nikołaj Borcow – rosyjski polityk i milioner, deputowany do Dumy Państwowej[54]
  - Grzegorz Charliński – polski samorządowiec i prawnik, burmistrz Lubartowa (1990–1994)[55]
  - Robert Forrest-Webb – brytyjski pisarz i dziennikarz[56]
  - Boris Markarow – radziecki piłkarz wodny, brązowy medalista olimpijski (1956)[57]
  - Dale Meeks – angielski aktor[58]
  - Robert Patrick – amerykański scenarzysta i poeta[59]
  - Saša Vidić – serbski projektant mody[60]
- 22 kwietnia
  - Mudar Badran – jordański wojskowy, polityk, premier Jordanii (1976–1979, 1980–1984, 1989–1991)[61]
  - James Chan Soon Cheong – malezyjski duchowny rzymskokatolicki, biskup Melaka-Johor (1973–2001)[62]
  - Herb Douglas – amerykański lekkoatleta, sprinter, skoczek w dal[63]
  - Len Goodman – brytyjski tancerz, nauczyciel tańca, sędzia[64]
  - Barry Humphries – australijski aktor[65]
  - Krzysztof Karoń – polski publicysta i pisarz[66]
  - Edmund Karwański – polski aktor[67]
  - Stefan Kliński - polski piłkarz[68]
  - Eryk Knop - polski piłkarz[69]
  - Wasilis Saranditis – grecki polityk, minister handlu (1986–1987), minister żeglugi (1988–1989)[70]
  - Frank Shu – amerykański astrofizyk pochodzenia chińskiego[71]
  - Ulf Sundqvist – fiński bankowiec, polityk, minister edukacji (1972–1975), minister handlu (1979–1981)[72]
- 21 kwietnia
  - Ernie Barrett – amerykański koszykarz[73]
  - Ernő Béres – węgierski biegacz długodystansowy, olimpijczyk (1952)[74]
  - Guillermo Calabrese – argentyński kuchmistrz i restaurator[75]
  - Emily Meggett – amerykańska kuchmistrzyni, autorka książek kucharskich[76]
  - Sergio Rendine – włoski kompozytor[77]
  - Juan Carlos Sarnari – argentyński piłkarz[78]
  - Kate Saunders – angielska pisarka i dziennikarka[79]
  - Mark Stewart - wokalista i założyciel post-punkowego zespołu The Pop Group[80]
- 20 kwietnia
  - Tereliza Braun – polska działaczka społeczna[81]
  - Rana Cabbar – turecki aktor[82]
  - Marek Fila – słowacki matematyk[83]
  - Josep María Fusté – hiszpański piłkarz[84]
  - Nadia Nashir Karim – afgańska prawniczka i działaczka praw człowieka[85]
  - Evans Rama – albański piosenkarz[86]
  - Harold Riley – angielski malarz[87]
  - Edward Szydlik – polski działacz partyjny i państwowy, I sekretarz Komitetu Wojewódzkiego PZPR w Słupsku (1984–1986)[88]
- 19 kwietnia
  - Väino Aren – estoński aktor i tancerz[89]
  - Moon Bin – południowokoreański wokalista, aktor, tancerz, członek zespołu Astro[90]
  - Jeremy Nobis – amerykański narciarz alpejski[91]
  - Charles-Ferdinand Nothomb – belgijski ekonomista, polityk, przewodniczący Izby Reprezentantów (1979–1980, 1988–1995), minister spraw wewnętrznych (1981–1986)[92]
  - Krzysztof Owczarek – polski lekarz neurolog i psycholog, prof. dr hab.[93]
  - Elena Pampoulova-Wagner – bułgarska tenisistka[94]
  - Martin Petzold – niemiecki śpiewak operowy, tenor[95]
  - Grzegorz Pieńkowski - polski geolog i paleontolog, dyplomata, prof. dr hab.[96]
  - Richard Riordan – amerykański polityk, burmistrz Los Angeles (1993–2001)[97]
  - Jerzy Szczęsny - dr hab. inż. profesor Politechniki Krakowskiej[98].
  - Dave Wilcox – amerykański futbolista[99]
- 18 kwietnia
  - Sergio DeFassio – meksykański aktor i komik[100]
  - Boris Fausto – brazylijski historyk[101]
  - Chandita Mukherjee – indyjska reżyserka filmów dokumentalnych[102]
  - Allu Ramesh – indyjski aktor[103]
  - Anna Sieradzka – polska historyk sztuki, dr hab.[104]
  - Charles Stanley – amerykański pastor baptystyczny, prezydent Południowej Konwencji Baptystycznej (1984–1986)[105]
  - Vladan Vučelić – czarnogórski polityk i działacz sportowy, wiceprezes Czarnogórskiego Związku Piłki Nożnej[106]
- 17 kwietnia
  - Ivan Conti – brazylijski perkusista[107]
  - Josip Duvančić – chorwacki piłkarz i trener[108]
  - Roman Garbowski – polski aktor[109]
  - Maria Teresa Kiszczak – polska ekonomistka, poetka, autorka bajek dla dzieci[110]
  - Lázár Lovász – węgierski lekkoatleta, młociarz[111]
  - Ernst Oberaigner – austriacki narciarz alpejski[112]
  - Bogusława Podstolska – polska aktorka[113]
  - April Stevens – amerykańska piosenkarka[114]
  - Pawło Szkapenko – ukraiński piłkarz[115]
  - Edward Szwagrzyk – polski generał brygady[116]
  - Ryszard Wiśniewski – polski piłkarz[117]
  - Kazimierz Żbikowski – polski inżynier i urzędnik, wicewojewoda chełmski (1998)[118]
- 16 kwietnia
  - Eddie Colquhoun – szkocki piłkarz[119]
  - Ahmad Jamal – amerykański pianista jazzowy[120]
  - Christos Karas – grecki malarz[121]
  - Wojciech Kostowski – polski farmakolog, członek rzeczywisty PAN[122]
  - Slobodan Lalović – serbski polityk, minister pracy i spraw społecznych (2004-2007)[123]
  - Antônio Celso Queiroz – brazylijski duchowny rzymskokatolicki, biskup pomocniczy São Paulo (1975–2000), biskup Catanduva (2000–2009)[124]
  - Gregorios Elias Tabé – syryjski duchowny rzymskokatolicki obrządku syryjskiego, arcybiskup Damaszku (2001–2019)[125]
- 15 kwietnia
  - Peter Badie – amerykański muzyk jazzowy[126]
  - Mario Fratti – włoski dramaturg[127]
  - Katerina Helmi – grecka aktorka[128]
  - Joanis Karawidopulos – grecki teolog prawosławny[129]
  - Francisco Viti – angolski duchowny rzymskokatolicki, biskup Menongue (1975–1986), arcybiskup Huambo (1986–2003)[130]
- 14 kwietnia
  - Enore Boscolo – włoski piłkarz[131]
  - Emmanuel Ebiede – nigeryjski piłkarz[132]
  - Sylvie Fanchon – francuska malarka[133]
  - Peter Lin Jiashan – chiński duchowny rzymskokatolicki, arcybiskup Fuzhou (2010–2023)[134]
  - Luigi Mele – włoski kolarz szosowy[135]
  - Murray Melvin – brytyjski aktor[136]
  - Abel Posse – argentyński pisarz i dyplomata[137]
  - Mark Sheehan – irlandzki gitarzysta i producent muzyczny, członek zespołu The Script[138]
- 13 kwietnia
  - Craig Breen – irlandzki kierowca rajdowy[139]
  - József Cserkuti – węgierski kierowca rajdowy[140]
  - Tibor Debreceni – węgierski kolarz szosowy[141]
  - Eduardo Heras León – kubański pisarz i dziennikarz[142]
  - Julia Ituma – włoska siatkarka, młodzieżowa reprezentantka Włoch[143]
  - Marylin Nolen – amerykańska siatkarka[144]
  - Mary Quant – brytyjska projektantka mody[145]
  - Helen Thorington – amerykańska prezenterka radiowa, kompozytorka, performerka i pisarka[146]
- 12 kwietnia
  - Uttara Baokar – indyjska aktorka[147]
  - Janusz Cyrklaff – polski chodziarz sportowy i trener[148]
  - Jacques Gaillot – francuski duchowny rzymskokatolicki, biskup Évreux (1982–1995)[149]
  - Senan Louis O’Donnell – irlandzki duchowny rzymskokatolicki, biskup Maiduguri (1993–2003)[150]
  - Bryn Parry – brytyjski pisarz, scenarzysta filmowy[151]
  - Jah Shaka – brytyjski muzyk reggae[152]
  - Blair Tindall – amerykańska oboistka (ur. 1960)[153]
  - Piotr Wesołowski – polski dziennikarz prasowy i telewizyjny[154]
- 11 kwietnia
  - Ilias Asprudis – grecki aktor[155]
  - Ryszard Binkowski – polski pisarz, scenarzysta filmowy[156]
  - Kazimierz Boroń – polski samorządowiec i menedżer, starosta chrzanowski (2002–2004)[157]
  - Jarosław Bręk – polski śpiewak operowy, bas-baryton, pedagog, doktor habilitowany i profesor sztuki[158][159]
  - Mateusz Deluga – polski dziennikarz telewizyjny[160]
  - Ryszard Krawiarz – polski piłkarz[161]
  - Dana Němcová – czeska psycholog i dysydent[162]
  - Sandro Panseri – włoski aktor[163]
  - Anne Perry – brytyjska pisarka[164]
  - Me’ir Szalew – izraelski pisarz[165]
  - Drago Tršar – słoweński rzeźbiarz[166]
  - Maya Wildevuur – holenderska malarka[167]
- 10 kwietnia
  - Andrzej Bławdzin – polski kolarz szosowy, olimpijczyk (1964, 1968)[168]
  - Al Jaffee – amerykański rysownik[169]
  - Pierre Lacotte – francuski baletmistrz i choreograf[170]
  - George Meyer-Goll – niemiecki aktor i piosenkarz[171]
  - Fernando Sánchez Dragó – hiszpański dziennikarz i pisarz[172]
  - Raymond Sawada – kanadyjski hokeista[173]
  - Danny Schur – kanadyjski kompozytor[174]
  - Jerzy Słowiński – polski pilot, pułkownik, dyrektor generalny PLL LOT (1986–1990), prezydent IATA (1988–1990)[175]
  - Jan Sziling – polski historyk, specjalizujący się w historii najnowszej[176]
- 9 kwietnia
  - Bola Ajibola – nigeryjski prawnik i polityk, minister sprawiedliwości i prokurator generalny (1985–1991)[177]
  - Karl Berger – niemiecki kompozytor i pianista jazzowy[178]
  - Valter Dešpalj – chorwacki wiolonczelista i kompozytor[179]
  - Richard Ng – hongkoński aktor[180]
  - Huub Oosterhuis – holenderski teolog i poeta[181]
  - Janusz Połeć – polski brydżysta[182]
  - Maciej Prus – polski reżyser teatralny i operowy, aktor[183]
  - James Timlin – amerykański duchowny rzymskokatolicki, biskup Scranton (1984–2003)[184]
- 8 kwietnia
  - Deborah Brown – irlandzka rzeźbiarka[185]
  - Bob Heatlie – szkocki autor tekstów piosenek i producent muzyczny[186]
  - Elizabeth Hubbard – amerykańska aktorka[187]
  - Michael Lerner – amerykański aktor[188]
  - Andreas K. W. Meyer – niemiecki dziennikarz, dramaturg i librecista[189]
  - Rebecka Teper – szwedzka aktorka[190]
  - András Zsinka – węgierski lekkoatleta, olimpijczyk[191]
- 7 kwietnia
  - Benjamin Ferencz – amerykański prawnik węgierskiego pochodzenia, ostatni żyjący oskarżyciel w procesach norymberskich[192]
  - Edward Jordan – amerykański saksofonista jazzowy[193]
  - Chris Lange – szwajcarski gitarzysta bluesowy[194]
  - Rachel Pollack – amerykańska pisarka[195]
  - Bronisław Szlinter – polski piłkarz[196]
  - Sherine el Tahan – egipska aktorka[197]
  - Lasse Wellander – szwedzki muzyk i producent muzyczny, wieloletni gitarzysta zespołu ABBA[198]
- 6 kwietnia
  - Paul Cattermole – brytyjski wokalista[199]
  - Rawle Douglin – trynidadzki duchowny anglikański, biskup[200]
  - Bernard Ford – brytyjski łyżwiarz figurowy[201][202]
  - Bill Helmuth – amerykański architekt[203]
  - Nicola Heywood-Thomas – walijska prezenterka telewizyjna, dziennikarka[204]
  - Ingvar Hirdwall – szwedzki aktor[205]
  - Nei Paulo Moretto – brazylijski duchowny rzymskokatolicki, biskup Cruz Alta (1973–1976) i Caxias do Sul (1983–2011)[206]
  - Josep Piqué – hiszpański ekonomista, polityk, minister spraw zagranicznych (2000–2002)[207]
  - Norman Reynolds – brytyjski scenograf filmowy, dwukrotny laureat Oscara za najlepszą scenografię[208]
  - Wołodymyr Stretowycz – ukraiński prawnik i polityk[209]
  - Jeorjos Wutinos – grecki aktor[210]
- 5 kwietnia
  - Albert Edward Baharagate – ugandyjski duchowny rzymskokatolicki, biskup Hoima (1969–1991)[211]
  - Bill Butler – amerykański operator filmowy[212]
  - Dalibor Destanović – serbski koszykarz i trener koszykarski[213]
  - Tomasz Gietek – polski polityk i rolnik, poseł na Sejm II kadencji (1991–1993)[214]
  - Duško Gojković – serbski trębacz i kompozytor[215]
  - Sergio Gori – włoski piłkarz[216]
  - Janusz Kania – polski ksiądz katolicki, historyk i archiwista, nauczyciel akademicki[217]
  - Kiumars Pourahmad – irański reżyser filmowy[218]
- 4 kwietnia
  - Ethan Boyes – amerykański kolarz torowy[219]
  - Andrés García – dominikański aktor[220]
  - Birger Jensen – duński piłkarz[221]
  - Marian Marzyński – polski reżyser filmów dokumentalnych i programów telewizyjnych[222]
  - Tea Petrin – słoweńska polityk[223]
  - Rockstar Ramani Ammal – indyjski piosenkarz[224]
  - Bill Snodgrass – amerykański kompozytor[225]
- 3 kwietnia
  - Mario Božić – bośniacki piłkarz[226]
  - Nico Cirasola – włoski reżyser i scenarzysta filmowy[227]
  - Bohdan Gorbaczyński – polski gitarzysta i basista, członek zespołów Dzikusy, Pięciu oraz Test[228]
  - Rena Kumioti – grecka piosenkarka[229]
  - Nigel Lawson – brytyjski dziennikarz, polityk, kanclerz skarbu (1983–1989)[230]
  - Agnieszka Libura – polska językoznawczyni, dr hab.[231]
  - Kristaq Mitro – albański reżyser i scenarzysta filmowy[232]
  - Wojciech Pestka – polski poeta, prozaik, tłumacz[233]
  - Konstantinos Staikos – grecki architekt[234]
  - Mieczysław Uszyński – polski lekarz ginekolog, prof. dr hab. nauk medycznych[235]
  - Jack Vreeswijk – szwedzki piosenkarz i kompozytor[236]
- 2 kwietnia
  - José Jovêncio Balestieri – brazylijski duchowny rzymskokatolicki, biskup Humaitá (1991–1998) i Rio do Sul (2000–2008)[237]
  - Domenico Cecere – włoski piłkarz[238]
  - Judy Farrell – amerykańska aktorka[239]
  - Pedro Lavirgen – hiszpański śpiewak operowy, tenor[240]
  - Stanisław Wojciech Malec – polski aktor[241]
  - Gina Nicolae Mănescu – rumuńska aktorka[242]
  - Seymour Stein – amerykański przedsiębiorca, producent muzyczny[243]
  - Władlen Tatarski – rosyjski bloger i korespondent wojenny znany z poparcia dla rosyjskiej inwazji na Ukrainę w 2022, separatysta związany z Doniecką Republiką Ludową[244]
- 1 kwietnia
  - Lúcio Ignácio Baumgaertner – brazylijski duchowny rzymskokatolicki, biskup Toledo (1983–1995), arcybiskup Cascavel (1995–2007)[245]
  - Vladimir Bregu – albański architekt[246]
  - Ken Buchanan – szkocki bokser[247]
  - Christopher Budd – brytyjski duchowny rzymskokatolicki, biskup Plymouth (1986–2013)[248]
  - Léa Camargo – brazylijska aktorka[249]
  - Hans Ettmayer – austriacki piłkarz, trener[250]
  - Mariusz Jeliński – polski dziennikarz i prezenter muzyczny[251]
  - Amarasiri Kalansuriya – lankijski aktor[252]
  - Jerzy Kuczera – polski aktor[253]
  - Adrian Merge – rumuński dżudoka[254]
  - Ivan Romanzini – włoski piłkarz[255]
  - Włodzimierz Schmidt – polski szachista, arcymistrz[256]
  - Klaus Teuber – niemiecki projektant gier planszowych[257]
  - Christo Żiwkow – bułgarski aktor[258]
- data dzienna nieznana
  - Billy Emerson – amerykański wokalista[259]